# Laura Annie Willson
Pour les articles homonymes, voir Willson.
Laura Annie Willson (née Buckley) (15 août 1877 – 17 avril 1942) est une ingénieure, femme d'affaires et suffragette anglaise, l'une des fondatrices de la Women's Engineering Society (Société des femmes ingénieures).

## Biographie

### Jeunesse
Laura Annie Buckley naît le 15 août 1877 à Halifax dans le Yorkshire. Elle est la troisième enfant de Charles Buckley (1836/7–1899), teinturier, et d'Augusta Leaver (1838/9–1907). Dès l'âge de dix ans, elle travaille à temps partiel à l'usine de textile et va à l'école le reste du temps.
Elle est tisserande quand elle épouse George Henry Willson en 1899. Il est fabricant de machines-outils et installe une usine à Halifax, Smith Barker & WIllson, qu'elle aidera à diriger. Ils ont deux enfants : George naît en 1900 et Kathleen Vega en 1910. Impliquée dans le mouvement syndical, elle devient secrétaire des branches d'Halifax de la Ligue du travail des femmes d'Halifax en 1907 et de la Women's Social and Political Union.

### Activisme
En 1907, elle prend part à une grève des tisserands à Hebden Bridge et elle est arrêtée pour incitation à la violence. Lors de sa comparution, elle conteste la légitimité d'une cour exclusivement masculine et demande à être jugée par ses pairs ou à être représentée par une avocate. Elle est reconnue coupable et condamnée à quatorze jours de prison. Quelques semaines après sa sortie, elle est arrêtée à nouveau avec 75 autres manifestantes lors d'un rassemblement de suffragettes. Elle est condamnée à quatorze jours de prison. 
Au début de la Première Guerre mondiale, elle gère les employées de Smith Barker & WIllson, l'usine qu'elle dirige avec son mari. Avec le départ des hommes au combat, elles sont de plus en plus nombreuses. Consciente que de nombreuses mères pauvres se retrouvent sans nourriture pour avoir suffisamment d’argent pour nourrir leurs enfants, Willson ouvre une cantine à l’usine pour s’assurer qu'elles soient correctement nourries. C'est l'une des premières cantines de ce type. En 1917, elle reçoit l'ordre de l'Empire Britannique pour sa contribution au « Women's Work in Munitions ».
Comme beaucoup d'autres femmes, elle est excédée par la Restoration of Pre-War Practices Act (Loi sur la Restauration des pratiques d'avant-guerre), une loi de juin 1919 conçue pour forcer les travailleuses de l'industrie à retourner dans leurs foyers après la guerre. Pour protéger la position conquise par les femmes, Willson participe à la fondation de la Women's Engineering Society (Société des femmes ingénieures) et de l'Electrical Association for Women (Association électrique pour femmes) en 1924 avec Caroline Haslett. 
Entre 1925 et 1926, Willson utilise son expérience dans l'ingénierie acquise pendant la guerre pour construire des logements pour les travailleurs, incluant les dernières innovations en matière d'appareils à gaz et électriques, à Halifax, puis en 1927 à Englefield Green dans le Surrey, où elle déménage. Elle est la première femme membre de la Fédération des constructeurs.